# Tutova
Tutova est une commune roumaine située dans le județ de Vaslui.